# Nordcyperns vapen
Nordcyperns riksvapen är mycket likt Cyperns riksvapen men skillnaden är att det är försett med en halvmåne och en stjärna i toppen som ska symbolisera Turkiets närvaro i landet och även symbolisera islam.